# جيمس راسل (مخترع)
جيمس راسل (بالانجليزية: James T. Russell) (من مواليد عام 1931 - ) هو مخترع أمريكي حصل على درجة البكالوريوس في الفيزياء بكلية ريد في مدينة بورتلاند عام 1953. انضم إلى مختبرات جنرال إلكتريك القريبة في ريتشلاند بواشنطن، حيث شرع بناء العديد من الأجهزة التجريبية. وقام بتصميم أول جهاز لحام بالحزمة الإلكترونية. 
عام 1965، انضم راسل إلى المختبر الوطني شمال غرب المحيط الهادئ التابع لمعهد باتيل التذكاري في ريتشلاند. هناك، اخترع راسل المفهوم الشامل للتسجيل والتشغيل الرقمي البصري في عام 1965.  ثم قام ببناء نماذج أولية، وكان أولها يعمل في عام 1973. في أعوام 1973 و1974 و1975 تم عرض اختراعه على حوالي 100 شركة، بما في ذلك فيليبس وسوني، تم التقاط هذا المفهوم من قبل العديد من المجلات التقنية والإعلامية ابتداءً من عام 1972.

## براءات الاختراع
تم تقديم أقدم براءات الاختراع التي حصل عليها راسل في الولايات المتحدة بين عامي 1966 و1969. على التوالي.   السمات الرئيسية لبراءات اختراع راسل المبكرة:
- إن التجسيد المفضل لآلية المسح غير ملائم لأن القرص لا يدور بل يكون ثابتًا. يتم توصيل مرآة المسح التي ينحرف بها الضوء بعمود دوار.
- يتم إضاءة القرص بأكمله أو الورقة المستطيلة المراد قراءتها بواسطة مصدر ضوء تشغيل كبير في الجزء الخلفي من اللوحة الشفافة بدلاً من ضوء الليزر المركّز في الوضع العاكس. لا توجد عدسة موضوعية لقراءة البيانات.
- لا يوجد مسار ديناميكي أو سيرفو تركيز.
- تشير مواصفات براءة الاختراع إلى استخدام طبقة أو طبقات واقية أو طلاء لمنع الخدش أثناء المناولة، ولكن الطبقة لا تقدم فوائد كبيرة، حيث أن مهمتها هي الحماية فقط. ستعمل بصمات الأصابع والخدوش على إخفاء البيانات المقروءة. من ناحية أخرى، في القرص المضغوط، حيث يتم استخدام شعاع ليزر مركّز بالاشتراك مع طبقة واقية على جانب القراءة من القرص، تكون الخدوش وبصمات الأصابع خارج نطاق التركيز، وبالتالي لا يتم اكتشافها بواسطة نقطة القراءة. ونتيجة لذلك، توفر طريقة CD/DVD مرونة كبيرة ضد تشوهات القرص، مما يوفر إمكانية تشغيل رائعة.
- كثافة المعلومات منخفضة. وفقًا لمواصفات براءة الاختراع، يبلغ قطر البقعة حوالي 10 ميكرومتر. وبالتالي، فإن كثافة المعلومات المساحية، وفقًا لمواصفات براءة الاختراع، أقل بحوالي مائة عامل من كثافة المعلومات المساحية للقرص المضغوط العادي. وهذا يعادل سعة 5 ميجا بايت لقرص سعة 12 سم القطر. الجانب السلبي الحتمي لهذا الأمر هو أن قرص راسل يوفر وقت تشغيل أقل من دقيقة واحدة من صوت القرص المضغوط الرقمي. في حالة وجود فيديو رقمي لدينا في 30 ميغابت/ثانية، كما هو مذكور أعلاه، سيتم قراءة قرص راسل في أقل من ثانيتين. ولم يتم الكشف عن كيفية تنفيذ هذا المسح السريع للغاية.
- نسخ البيانات فوتوغرافيًا.
- لا تتناول براءات الاختراع أي تفاصيل حول تقنيات الترميز الرقمي المستخدمة و/أو تفاصيل الطرق المتعلقة بكيفية حل المشكلات المرتبطة بمعدلات البت العالية للغاية لإشارات الفيديو الرقمية. بسبب القيود المفروضة على الدوائر الإلكترونية، لم يكن هناك تشفير مصدر (MPEG) في ذلك الوقت لخفض معدلات البت الإجمالية. معدل البت غير المضغوط لإشارة الفيديو الملونة يبلغ حوالي 200 ميجابت/ثانية، ومن غير الواضح كيف تم حل التحديات الميكانيكية (سرعة المسح) والإلكترونية التي فرضتها هذه المعدلات الهائلة من البتات. ولا تذكر براءات الاختراع تصحيح الأخطاء أو غيرها من تقنيات الترميز الرقمي.

## الجدل
سواء كانت مفاهيم راسل وبراءات الاختراع والنماذج الأولية والأدبيات[بحاجة لمصدر] كان من بين الذين حرضوا وأرشدوا إلى حد ما الثورة الرقمية البصرية، وهو أمر مثير للجدل.  تم نشر/تسجيل تقنية التسجيل الضوئي المبكرة، والتي شكلت الأساس المادي لتقنية أقراص الفيديو والأقراص المضغوطة وأقراص DVD ، لأول مرة من قبل الدكتور ديفيد بول جريج في عام 1958 والباحثين في شركة فيليبس كرامر وكومبان.في عام 1969. أصبحت اختراعات راسل البصرية الرقمية متاحة للعامة منذ عام 1970.

## روابط خارجية
- James T. Russell, The Digital Compact Disc على موقع واي باك مشين (نسخة محفوظة April 2, 2013)
- Adam Holdorf (نوفمبر 2000). "Bet you didn't know Jim Russell '53 pioneered compact disc technology". Reed Magazine. مؤرشف من الأصل في 2022-04-28.
- Sara Forrest (15 مارس 2013). "Famous Dyslexics: James Russell". مؤرشف من الأصل في 2016-03-04.
- "Compact Disk of James Russell". History of Computers and Computing. مؤرشف من الأصل في 2020-06-04.